# Fachhochschul-Studienvertretung
Die Fachhochschul-Studienvertretungen sind die gesetzlichen Interessensvertretungen der Studierenden an österreichischen Fachhochschulen und anderen Erhaltern von Fachhochschul-Studiengängen. Neben der Fachhochschul-Studienvertretung gibt es außerdem Jahrgangs- und Studiengangsvertretungen. Im Unterschied zu den Hochschülerinnen- und Hochschülerschaften an den Universitäten verfügen die Fachhochschul-Studienvertretungen nicht über eine eigene Rechtspersönlichkeit, sondern sind der Österreichischen Hochschülerinnen- und Hochschülerschaft zuzuordnen. Die Funktionsperiode dauert ein Jahr, die Wahlen finden in den letzten zwei Monaten jedes Studienjahres statt.
Trotz des fehlenden Körperschaftsstatus hat die Fachhochschul-Studienvertretung eine eigene Satzung zu erlassen, in der Referate und gegebenenfalls weitere Vertretungseinrichtungen wie Standort- oder Fachbereichsvertretungen eingerichtet werden können. Im Unterschied zu den Universitäten gilt an den Fachhochschulen für alle Vertretungsebenen die direkte Personenwahl. Die Fachhochschul-Studienvertretung setzt sich aus den Vorsitzenden der Studiengangsvertretungen zusammen. Bei weniger als fünf Studiengängen sind zusätzlich alle Vorsitzenden der Jahrgangsvertretungen Mitglieder der Fachhochschul-Studienvertretung. Die Fachhochschul-Studienvertretung wählt innerhalb eines Monats nach der Wahl der Studiengangsvertretungen eine Vorsitzende oder einen Vorsitzenden und vier stellvertretende Vorsitzende. Diese müssen selbst nicht Vorsitzende einer Studiengangsvertretung sein, alle Studierenden an der Fachhochschule sind passiv wahlberechtigt.
Fachhochschul-Studienvertretungen an Einrichtungen mit mindestens 1000 Studierenden entsenden direkt Mandatarinnen und Mandatare in die ÖH-Bundesvertretung. Fachhochschul-Studienvertretungen an kleineren Hochschulen sind Teil der sogenannten Wahlgemeinschaft. Die Vorsitzenden der Fachhochschule-Studienvertretungen und der Bundesvertretung bilden gemeinsam die Vorsitzendenkonferenz der Fachhochschule-Studienvertretungen.

## Studiengangsvertretung
Die Studierenden jedes eingerichteten Studiengangs wählen direkt und persönlich eine Studiengangsvertretung. Die Fachhochschul-Studienvertretung kann aber mit Zweidrittelmehrheit beschließen, mehrere Studiengänge zu einer Vertretung zusammenzuschließen. Die Zahl der Mitglieder der Studiengangsvertretung wird in der Satzung der Fachhochschul-Studienvertretung festgelegt. Die Studiengangsvertretung wählt aus ihrer Mitte die Vorsitzende oder den Vorsitzenden. Die Vorsitzenden der Studiengangsvertretungen bilden gemeinsam die Fachhochschul-Studienvertretung (bei weniger als fünf Studiengängen gehören dieser zusätzlich die Vorsitzenden der Jahrgangsvertretungen an).

## Jahrgangsvertretung
Die Studierenden jedes Jahrgangs wählen am Ende des Studienjahres die Jahrgangsvertretung (die Studierenden des ersten Studienjahres wählen innerhalb des ersten Monats des Wintersemesters ihre Jahrgangsvertretung). Auch für die Jahrgangsvertretung gilt der Grundsatz der Personenwahl. Die Zahl der Mitglieder der Jahrgangsvertretung wird in der Satzung der Fachhochschul-Studienvertretung festgelegt. Die Jahrgangsvertretung wählt aus ihrer Mitte die Vorsitzende oder den Vorsitzenden. Gibt es weniger als fünf Studiengänge, so sind die Vorsitzenden der Jahrgangsvertretungen Teil der Fachhochschul-Studienvertretung.

## Geschichte
Noch 1999 wurde durch eine Novellierung des Hochschülerschaftsgesetzes 1998 die Mitgliedschaft in der ÖH auf die Studierenden an den Pädagogischen Akademien, an der Donau-Universität Krems und an den Privatuniversitäten ausgedehnt. Die Einbeziehung der Studierenden an den Fachhochschulen war zwar im Novellierungsantrag ebenfalls vorgesehen, die entsprechenden Gesetzesbestimmungen wurden aber nicht in Kraft gesetzt, da sich die Fachhochschulbetreiber und manche Studierendenvertreter dagegen sträubten.
Die Vertretung der Fachhochschulstudierenden blieb dadurch völlig ungeregelt. An manchen Fachhochschulen und Trägern von Fachhochschul-Studiengängen gab es eigene Vereine der Studierenden, an anderen von den Trägern abhängige Gliederungen ohne eigene Rechtspersönlichkeit, teilweise aber auch gar keine Vertretung. Bis Ende 2005 kam es zu drei bundesweiten Treffen von Studierendenvertreterinnen und -vertretern (bei denen allerdings nicht alle Fachhochschulen vertreten waren). Im Jahr 2006 entstand aus diesen Treffen der Verein zum Aufbau und zur Förderung einer bundesweiten Studierendenvertretung der Fachhochschulen und Fachhochschul-Studiengänge (VFFH).
Auf Betreiben des VFFH änderte der Nationalrat 2007 das Fachhochschul-Studiengesetz (FHStG), wodurch die Studierenden an den österreichischen Fachhochschulen doch noch zu ÖH-Mitgliedern wurden. Das HSG 1998 selbst wurde jedoch nicht geändert, die dortigen Bestimmungen zu den Fachhochschulen blieben totes Recht. Wie die Pädagogischen Hochschulvertretungen (vormals Akademievertretungen) erhielten auch die Fachhochschul-Studienvertretungen nicht den Status einer Körperschaft öffentlichen Rechts.